# Leucauge auronotum
Leucauge auronotum là một loài nhện trong họ Tetragnathidae.
Loài này thuộc chi Leucauge. Leucauge auronotum được Embrik Strand miêu tả năm 1907.